# Севернофризский язык
Северофри́зский язы́к — один из фризских языков в составе западной подгруппы германских языков.
На нём говорит в Северной Фрисландии, на Фёре, Амруме, Зильте и Гельголанде около 8000—10000 человек. Существует 10 диалектов.

## Лингвогеография

### Социолингвистические сведения
Севернофризский язык вытесняется стандартным немецким языком. Число говорящих на севернофризском постоянно падает.

### Диалекты

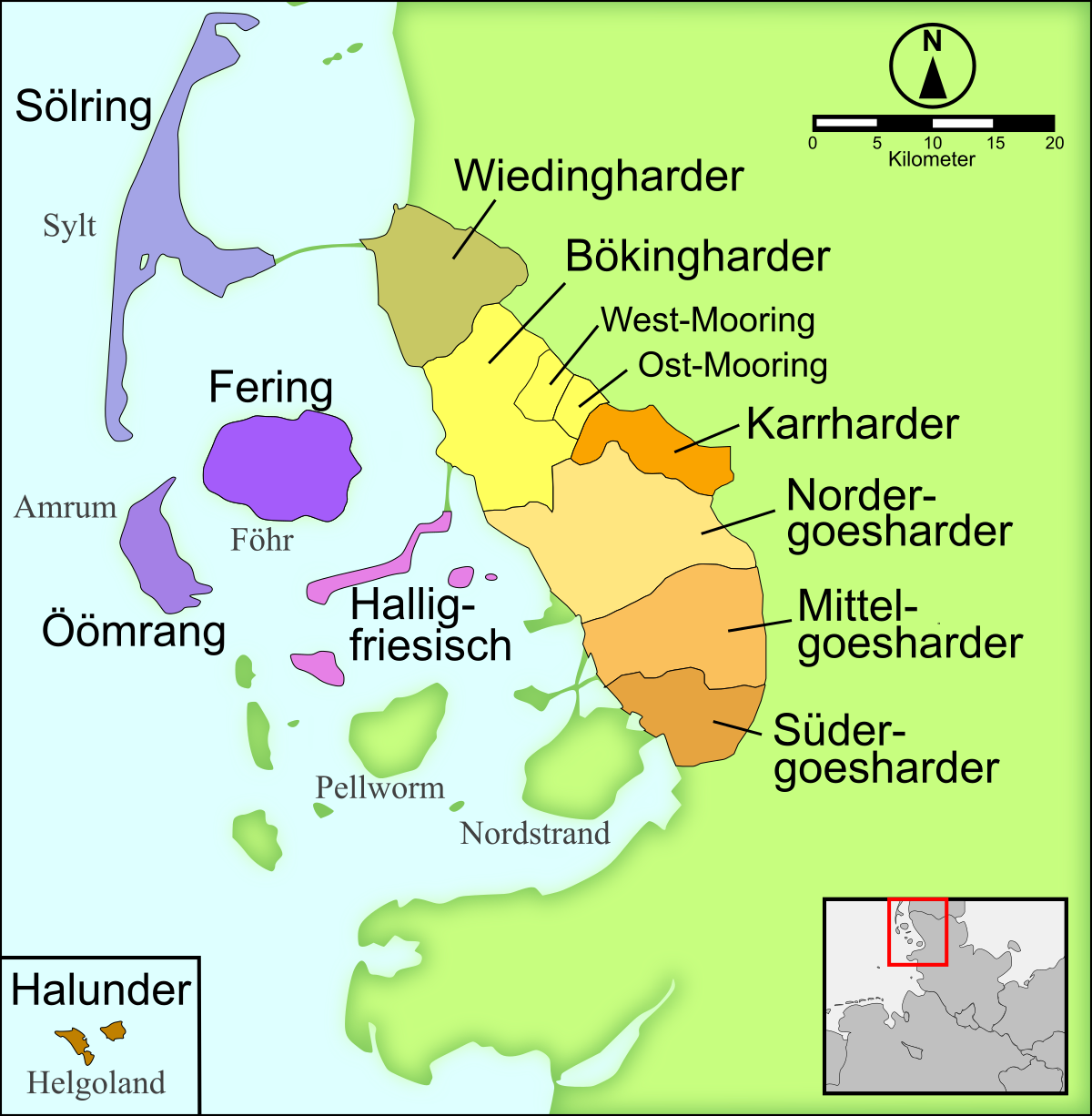
Карта распространения севернофризских диалектов

В составе северофризского языка выделяют две группы диалектов — континентальную и островную. Общее число диалектов — порядка 10.
Следующая таблица показывает различия и общее между северофризскими диалектами:
| диалект                    | отец         | мать   | сестра | брат    |
| -------------------------- | ------------ | ------ | ------ | ------- |
| сёльринг                   | Faaðer       | Mooter | Sester | Bröðer  |
| феринг                     | aatj         | mam    | saster | bruler  |
| эмранг                     | aatj         | mam    | saster | bruder  |
| Halligfriesisch            | baabe        | mäm    | soster | bröör   |
| Halunder                   | Foor         | Mem    | Söster | Bruur   |
| Wiedingharder Friesisch    | tääte        | määm   | Söster | broor   |
| Karrharder Friesisch       | tääte        | mäm    | Söster | brauder |
| моринг                     | taatje       | mam    | Söster | brouder |
| Mittelgoesharder Friesisch | ate          | mäm    | Söster | broor   |
| Südergoesharder Friesisch  | fåår, fååðer | mäm    | Söster | brööðer |
| Nordergoesharder Friesisch | fååje        | mäm    | soster | brår    |

## История
В «Красной книге исчезающих языков» UNESCO северофризский язык обозначается как «под серьёзной угрозой».

## Письменность
Письменность на основе латиницы.

## Лингвистическая характеристика

### Фонологические сведения
Между отдельными диалектами существуют значительные фонологические различия. Из общих черт — редукция ɪ > a. Она в центральных диалектах почти завершена, а в крайних диалектах остановилась на e или ä. Примером может служить слово Fisch (рыба). На диалекте Mooring оно fasch, на Fering-Öömrang — fask, а на диалекте Sölring — fesk (сравни нижненемецкий Fisch/Fisk, англ. fish, датск. fisk, нидерл. vis).